# Torreya fargesii
Torreya fargesii är en barrväxtart som beskrevs av Adrien René Franchet. Torreya fargesii ingår i släktet Torreya och familjen idegransväxter.
Arten förekommer i Kina i provinserna Jiangxi, Yunnan, Sichuan, Shaanxi, Anhui, Hunan, Hubei och Chongqing. Den växer i kulliga områden och i bergstrakter mellan 700 och 3400 meter över havet. Torreya fargesii är utformad som en buske eller som ett mindre träd. Den ingår i barrskogar, blandskogar eller glest fördelat i lövskogar.
På grund av skogsavverkningar kan lokala bestånd försvinna. I utbredningsområdet inrättades flera skyddszoner. IUCN uppskattar att hela populationen minskade med 30 till 40 procent under de gångna 150 åren (räknat från 2013) och listar arten som sårbar (VU).

## Underarter
Arten delas in i följande underarter:
- T. f. yunnanensis
- T. f. fargesii